# تپه قلعه جن
تپه قلعه جن مربوط به دوره ساسانیان است و در شهرستان دشتستان، بخش بوشکان، دهستان بوشکان، روستای سنا واقع شده و این اثر در تاریخ ۲۸ اسفند ۱۳۸۵ با شمارهٔ ثبت ۱۸۷۲۱ به‌عنوان یکی از آثار ملی ایران به ثبت رسیده است.